# Mike Levin

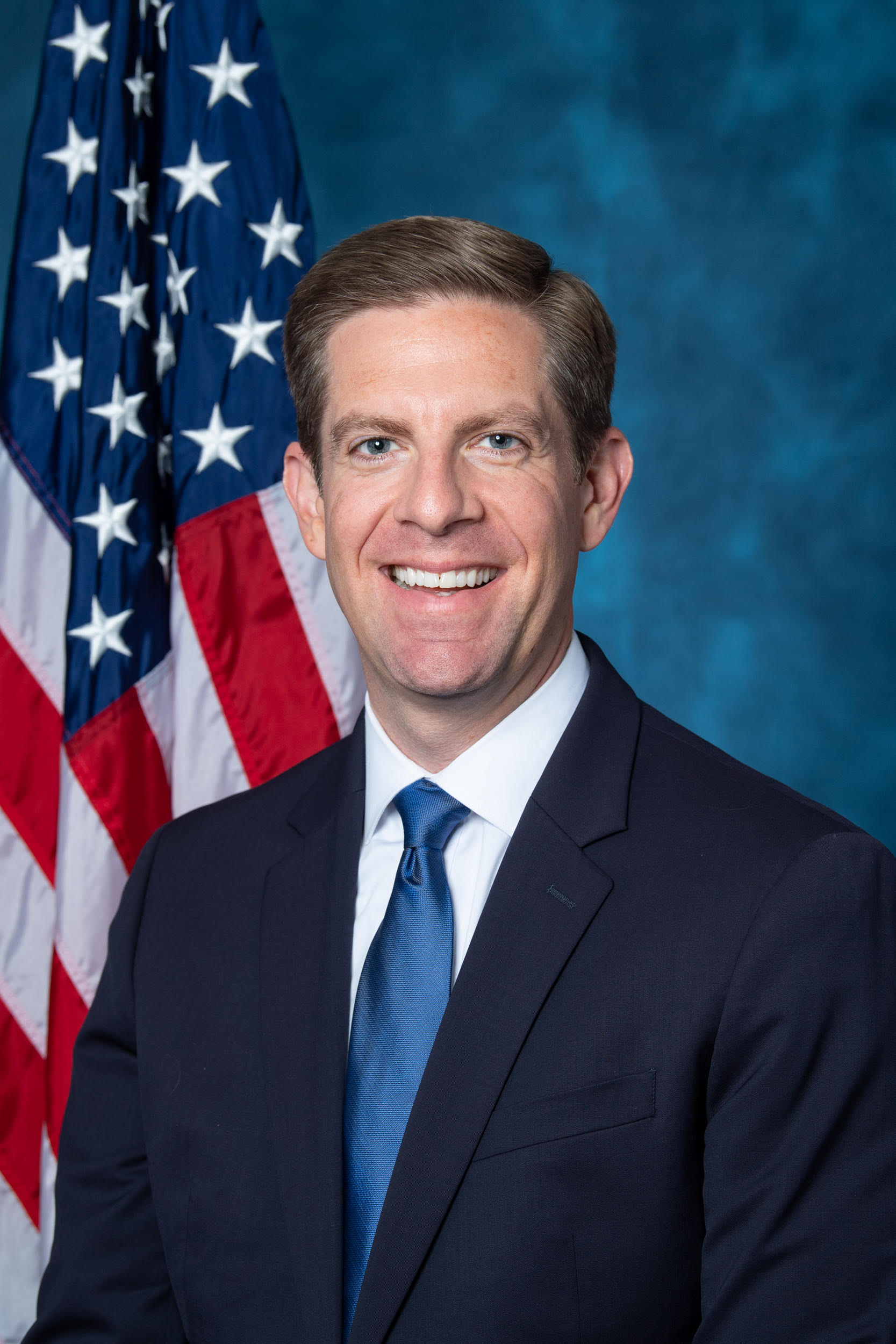
Mike Levin (2019)

Michael „Mike“ Ted Levin (* 20. Oktober 1978 in Inglewood, Los Angeles County, Kalifornien) ist ein US-amerikanischer Politiker der Demokratischen Partei. Seit Januar 2019 vertritt er den 49. Distrikt des Bundesstaats Kalifornien im Repräsentantenhaus der Vereinigten Staaten.

## Leben
Mike Levin wurde am 20. Oktober 1978 in Inglewood im Bundesstaat Kalifornien als Sohn eines jüdischen Vaters und einer mexikanischen Amerikanerin geboren. Die Familie seines Vaters stammt aus Österreich. Sein Großvater Ted Levin war Veteran des Zweiten Weltkriegs. Levin wuchs in Lake Forest im Orange County auf. Er besuchte die Loyola High School in Los Angeles und dann die Stanford University, an der er Präsident der Studierendenschaft war. Dort erlangte er 2001 einen Bachelor of Arts. Danach besuchte er die Duke University School of Law in Durham im Bundesstaat North Carolina, wo er den Juris Doctor (J.D.) erwarb, und zog daraufhin ins Orange County zurück. Er arbeitete im Anschluss als CEO in verschiedenen Firmen und Organisationen.
Seit 2011 ist er mit seiner Frau Chrissy verheiratet und hat mit ihr zwei Kinder. Die Familie lebt in San Juan Capistrano, im Großraum von Los Angeles.

## Politische Karriere
Mike Levin diente als geschäftsführender Direktor der Demokratischen Partei im Orange County und diente im National Finance Committee für Hillary Clinton bei der Präsidentschaftswahl in den Vereinigten Staaten 2016.
Im März 2017 gab Levin bekannt, bei der Wahl zum Repräsentantenhaus der Vereinigten Staaten 2018 im 49. Distrikt im Repräsentantenhaus der Vereinigten Staaten anzutreten. Der bisherige Inhaber des Sitzes, Darrell Issa, verkündete am 10. Januar 2018, nicht erneut für die Wiederwahl zu kandidieren. Levin gewann die demokratischen Vorwahlen am 5. Juni und die allgemeinen Wahlen am 6. November 2018 gegen Diane Harkey von der Republikanischen Partei mit 56,4 Prozent der Stimmen. 2020 gelang ihm die Wiederwahl mit 53,1 Prozent der Stimmen gegen den Vertreter der Republikanischen Partei, Brian Maryott.
Die Primary (Vorwahl) für die Wahlen 2022 am 7. Juni gewann er ohne Gegenkandidaten. Er trat dadurch am 8. November 2022 erneut gegen Maryott an, den er bereits in der Wahl zuvor besiegen konnte. Er entschied die Wahl mit 52,6 % der Stimmen erneut für sich und ist dadurch auch im Repräsentantenhaus des 118. Kongresses vertreten. Bei den Wahlen zum Repräsentantenhaus 2024 setzte er sich mit 52,2 % gegen den Republikaner Matt Gunderson durch und wurde damit in den 119. Kongress gewählt.

### Ausschüsse
Levin ist aktuell Mitglied in folgenden Ausschüssen des Repräsentantenhauses:
- Committee on Natural Resources
  - Federal Lands
  - Water, Wildlife and Fisheries
- Committee on Veterans' Affairs
  - Economic Opportunity
  - Health

Levin war zuvor auch Mitglied im Select Committee on the Climate Crisis. Er ist außerdem Mitglied im Congressional Progressive Caucus sowie in 24 weiteren Caucuses.